# Justicia jujuyensis
Justicia jujuyensis är en akantusväxtart som beskrevs av C. Ezcurra. Justicia jujuyensis ingår i släktet Justicia och familjen akantusväxter. Inga underarter finns listade i Catalogue of Life.